# Goossensia
Goossensia är ett släkte av svampar. Goossensia ingår i familjen kantareller, ordningen Cantharellales, klassen Agaricomycetes, divisionen basidiesvampar och riket svampar.
|            | Craterellus                              |
|            |                                          |
|            | Cantharellus                             |
|            |                                          |
|            | Pseudocraterellus                        |
|            |                                          |
|            | Pterygellus                              |
|            |                                          |
|            | Parastereopsis                           |
|            |                                          |
| Goossensia | \| \| Goossensia cibarioides \| \| \| \| |
|            | \| \| Goossensia cibarioides \| \| \| \| |
|            | Goossensia cibarioides                   |
|            |                                          |

|  | Goossensia cibarioides |
|  |                        |